# Naučná stezka Kolem Hranické propasti
Naučná stezka Kolem Hranické propasti, je naučná stezka v části Hranice I-Město města Hranice v okrese Přerov v Olomouckém kraji. Nachází se také v Hranickém krasu na pravém břehu řeky Bečvy v pohoří Maleník v Podbeskydské pahorkatině a na Moravě. Stezka je téměř celá na území Národní přírodní rezervace Hůrka u Hranic.

## Historie a popis
Převážně lesní naučná stezka Kolem Hranické propasti je zaměřena na živou a neživou přírodu, historii a další zajímavostmi Národní přírodní rezervace Hůrka u Hranic. Mezi nejpopulárnější místa stezky patří Hranická propast, zřícenina hradu Svrčov a Vyhlídka U svatého Jana Nepomuckého. Naučná stezka má délku 1,6 km a byla postavena v roce 1972. Začíná na nádraží Teplice nad Bečvou a končí u turistického rozcestníku Hranice - ATC. Naučná stezka Kolem Hranické propasti nahradila starší naučnou stezku NPR Hůrka.

### Zastavení na nauční stezce
Naučná stezka má 13 zastavení s informačními panely:
1) Vítejte v NPR Hůrka u Hranic
2) Lesy na vápenci
3) Živočichové v lese
4) Hranický kras
5) Hranická propast
6) Oživení Hranické propasti
7) Proměny lesa
8) Na rozhraní dvou světů
9) Zřícenina hradu Svrčov
10) Lesy známé i neznámé...
11) Vyhlídka u sv. Jana
12) Lesy na severu
13) Vítejte v NPR Hůrka u Hranic

## Další informace
Stezka je celoročně volně přístupná a navazuje na další turistické a cyklistické trasy.

## Galerie

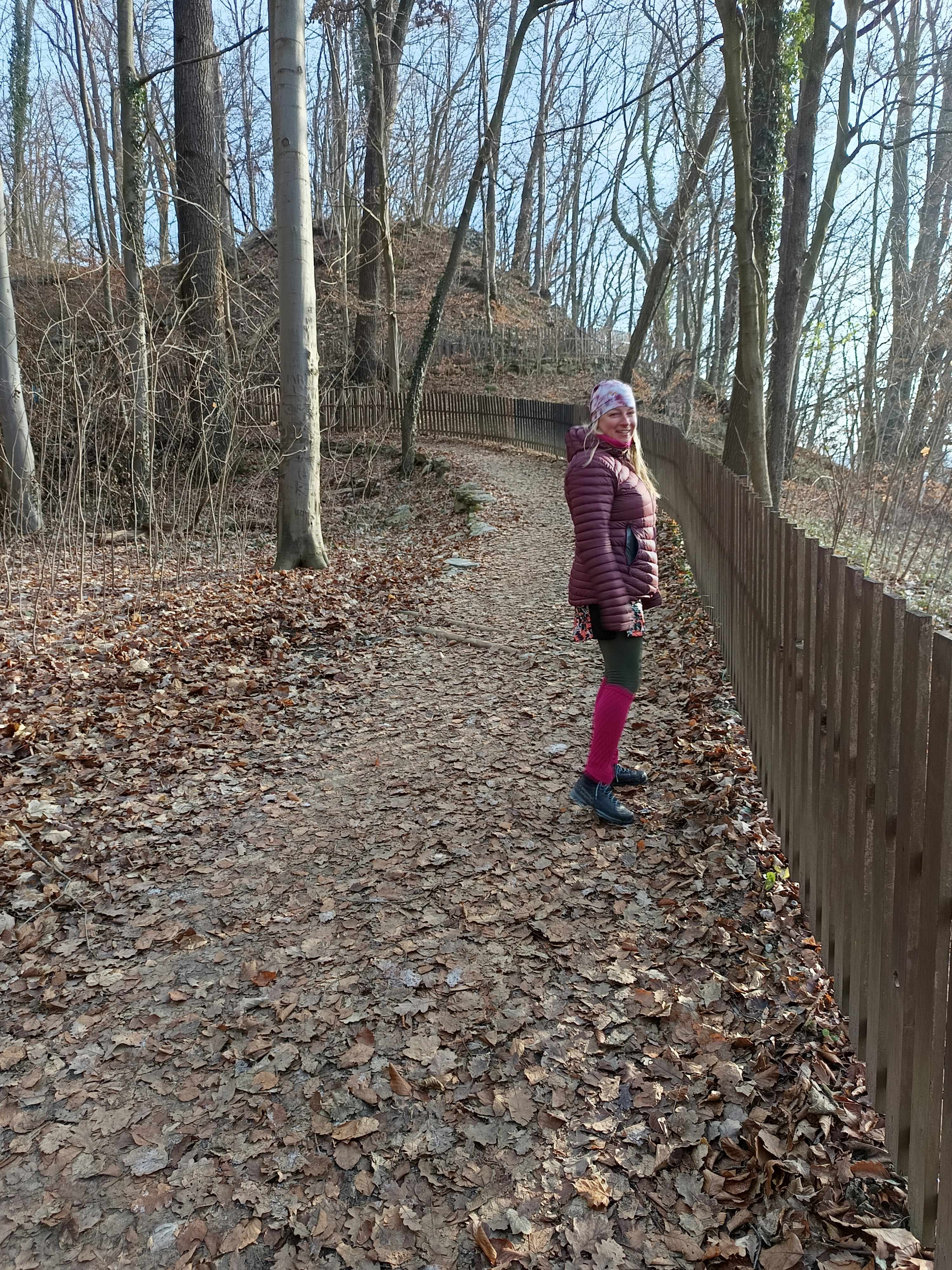
Cesta směrem k Hranické propasti
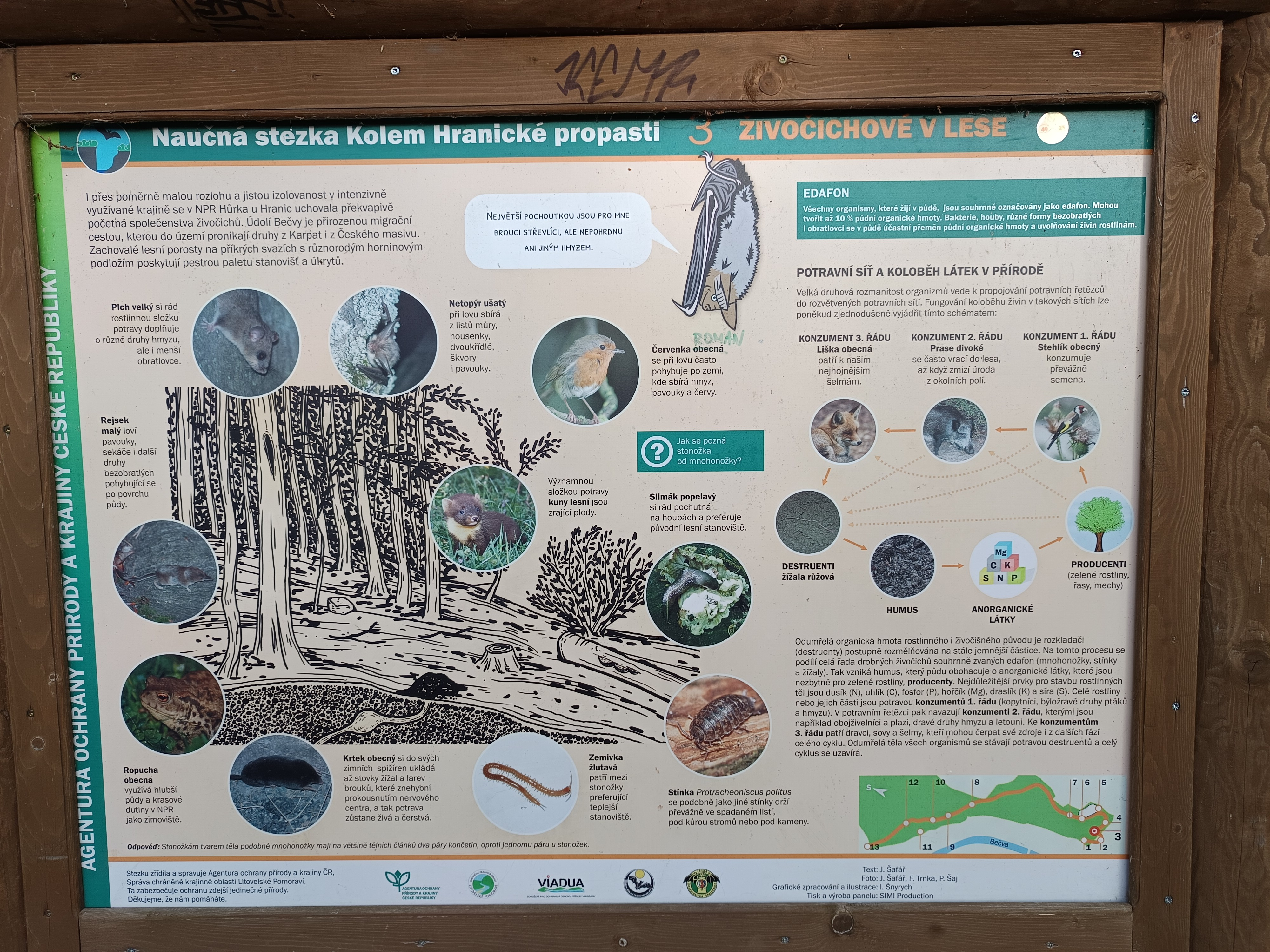
3. zastavení
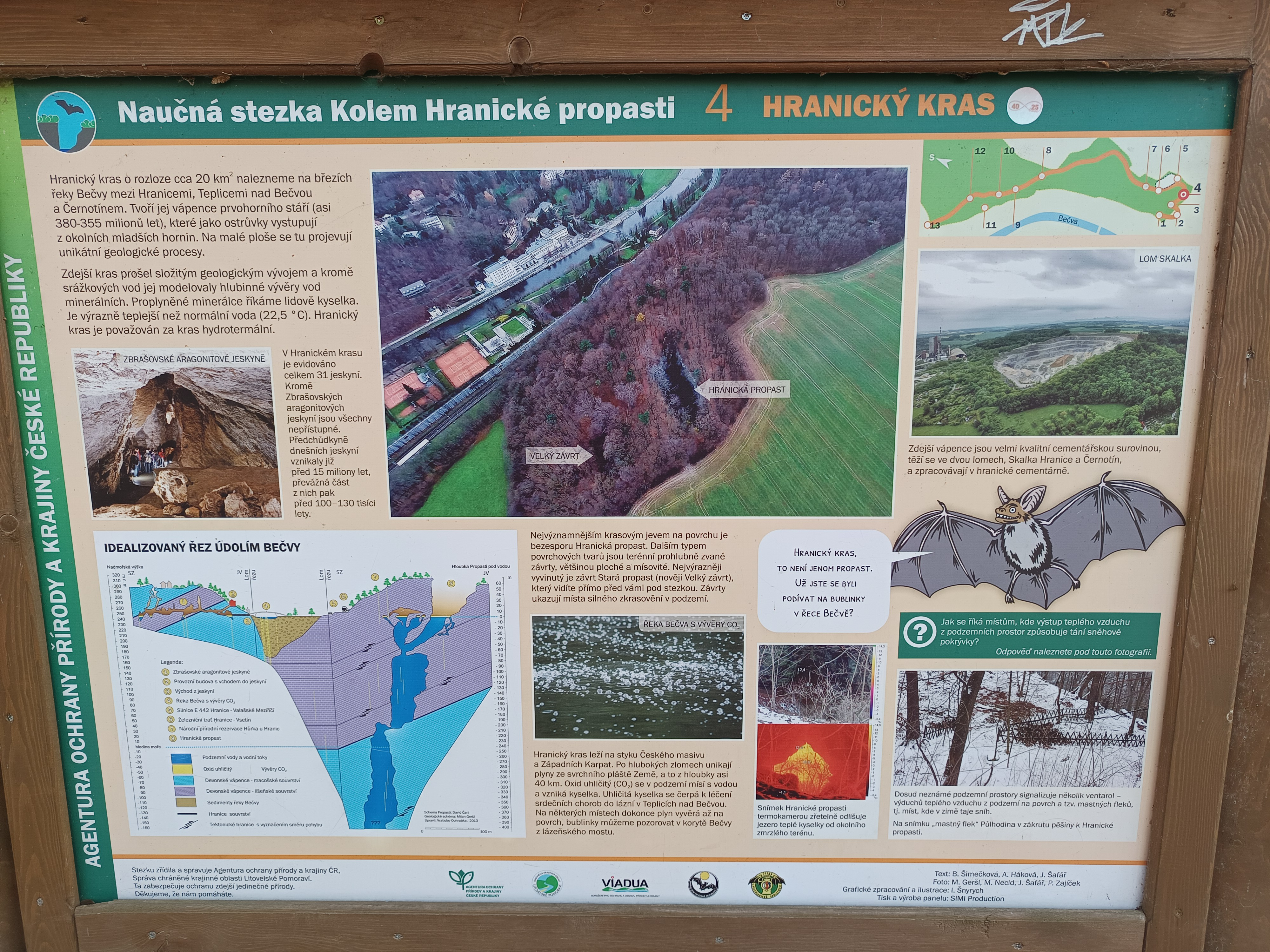
4. zastavení
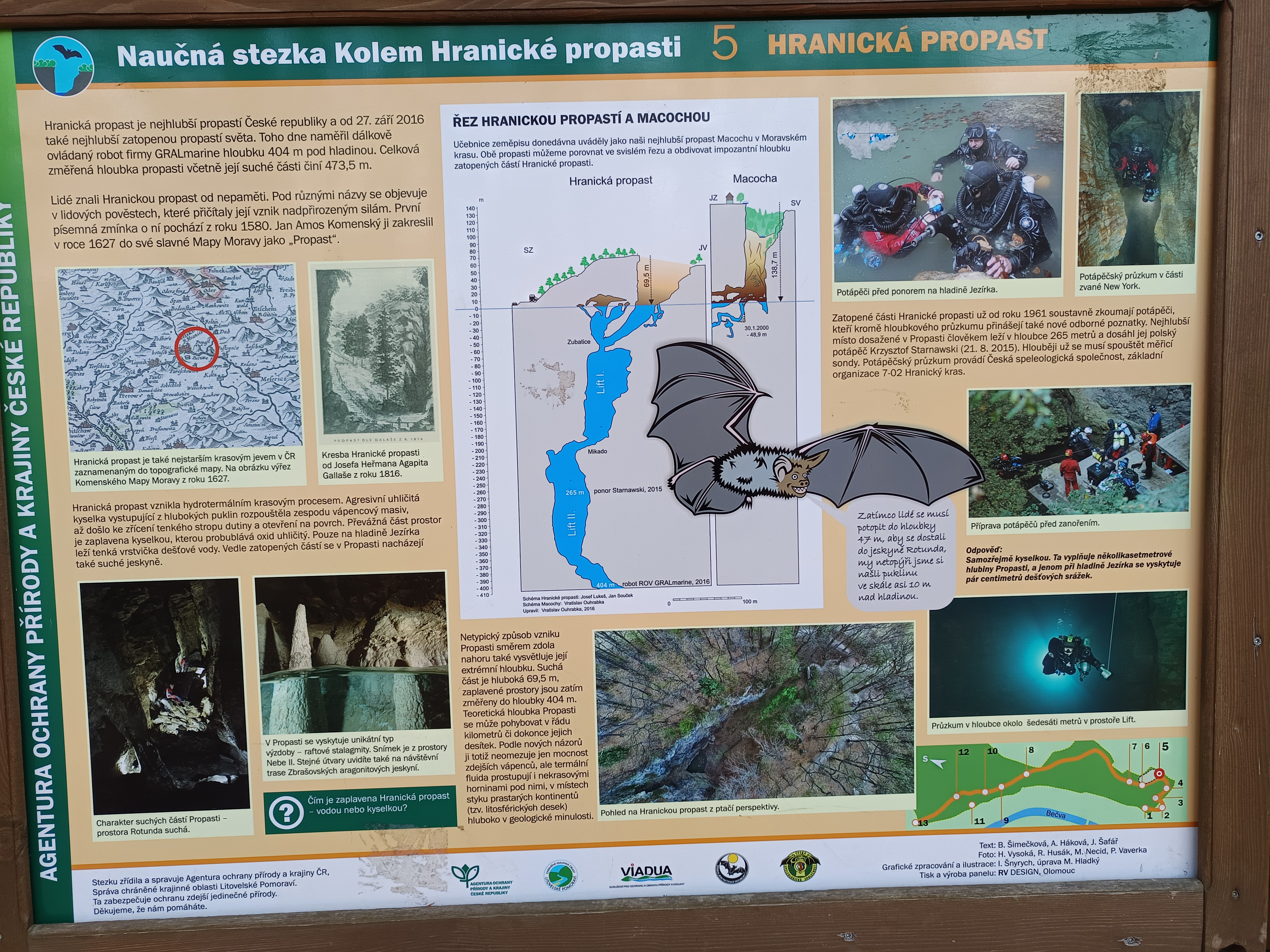
5. zastavení
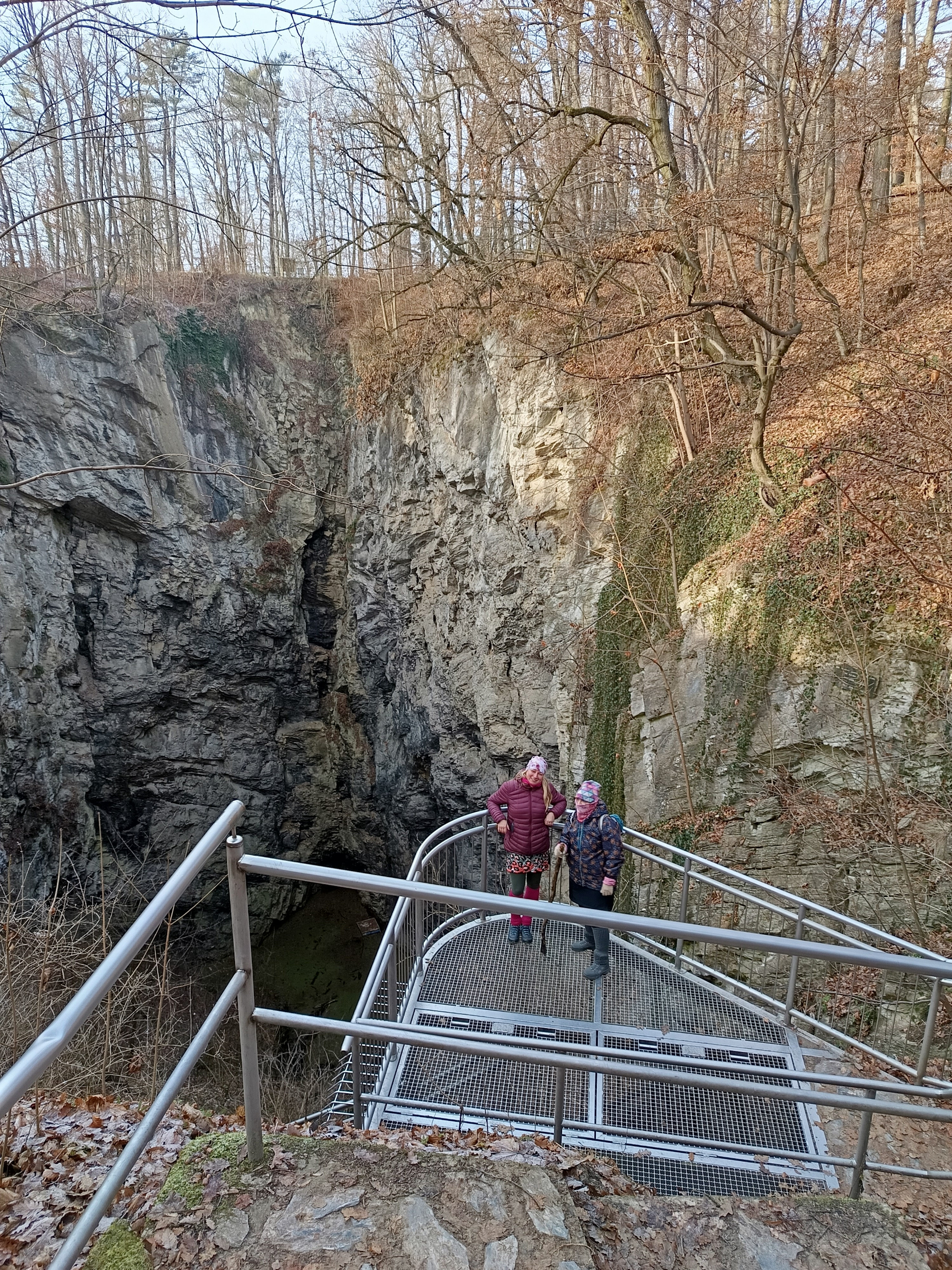
Vyhlídka nad Hranickou propastí
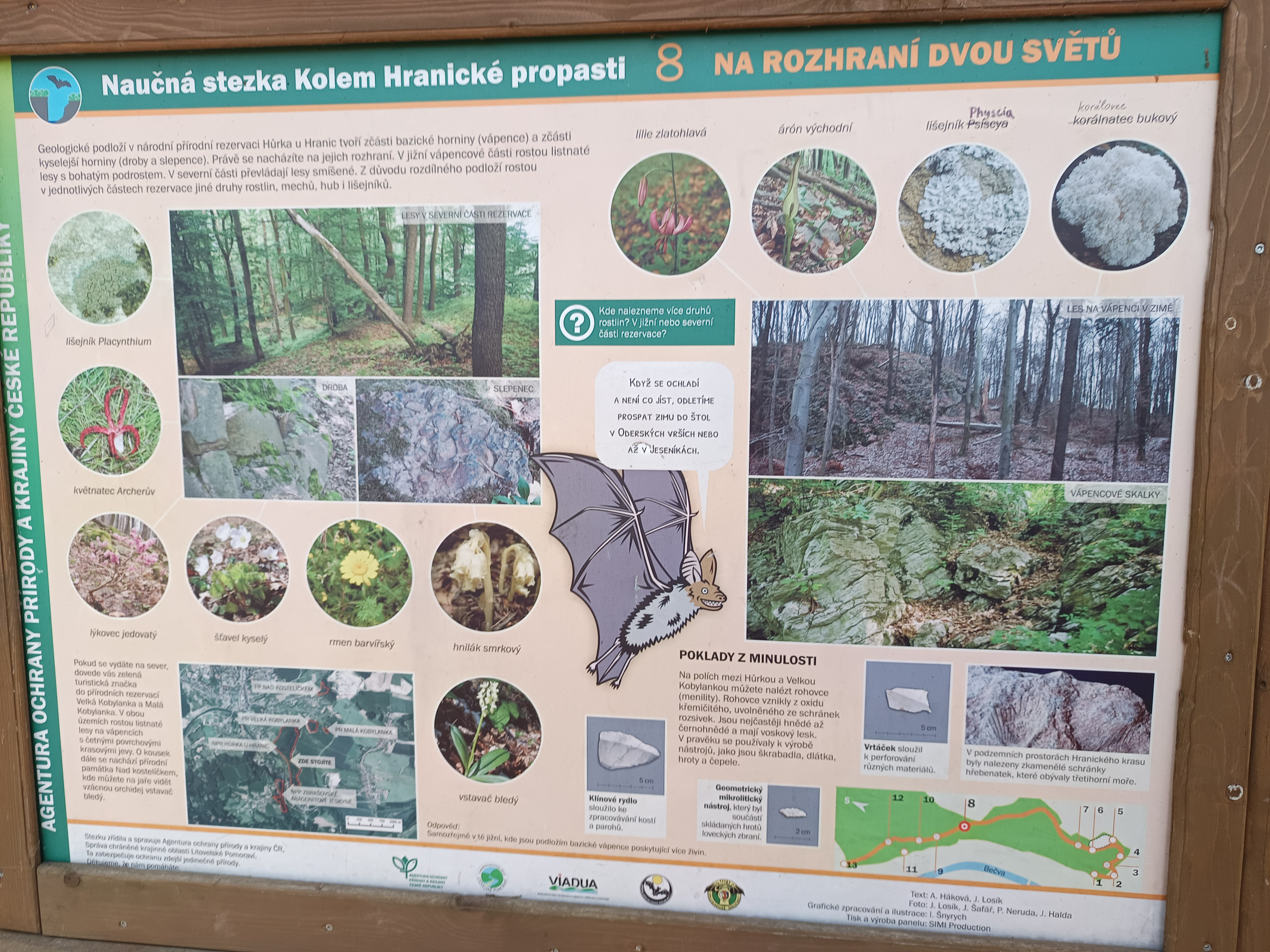
8. zastavení
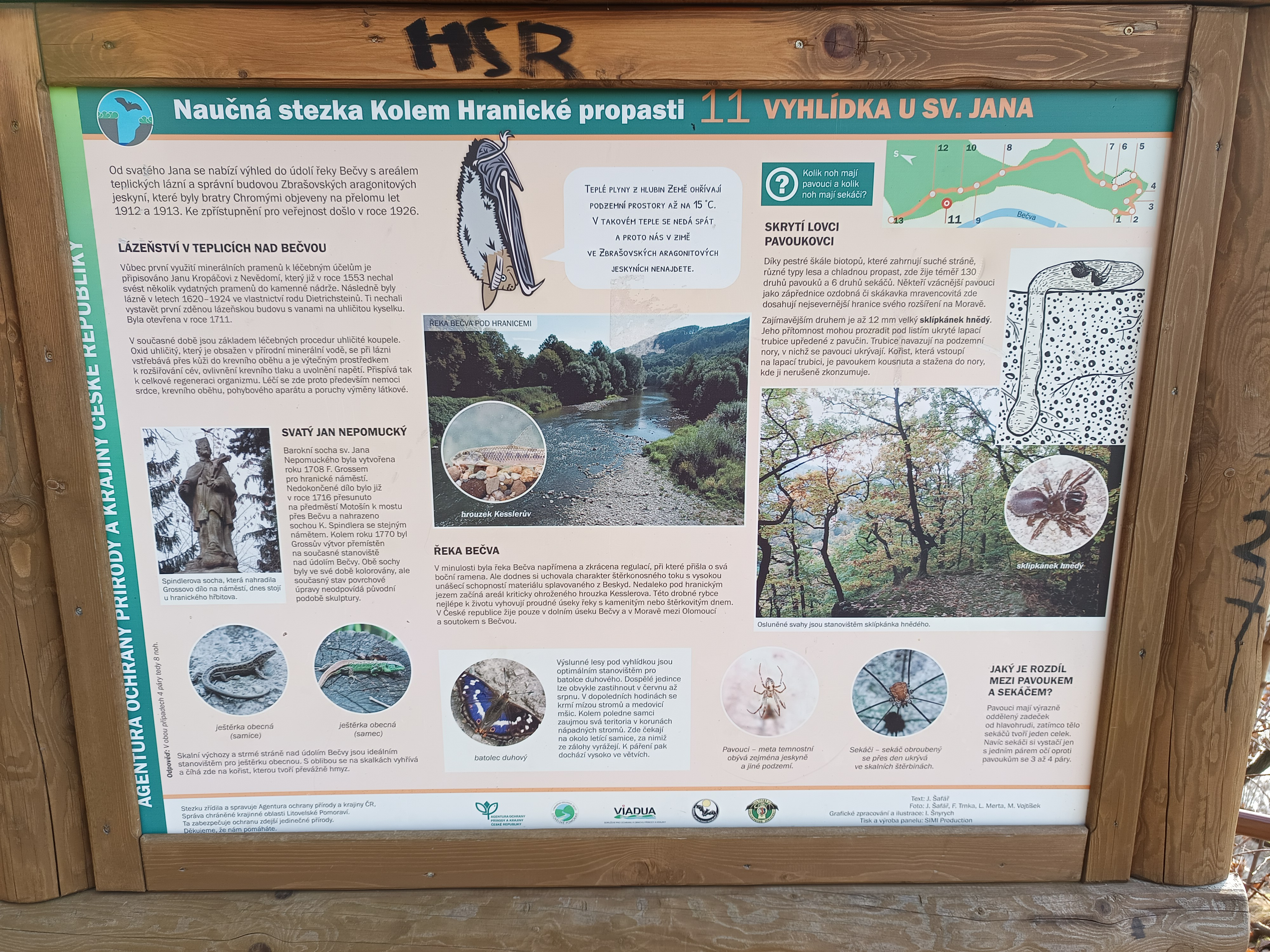
11. zastavení
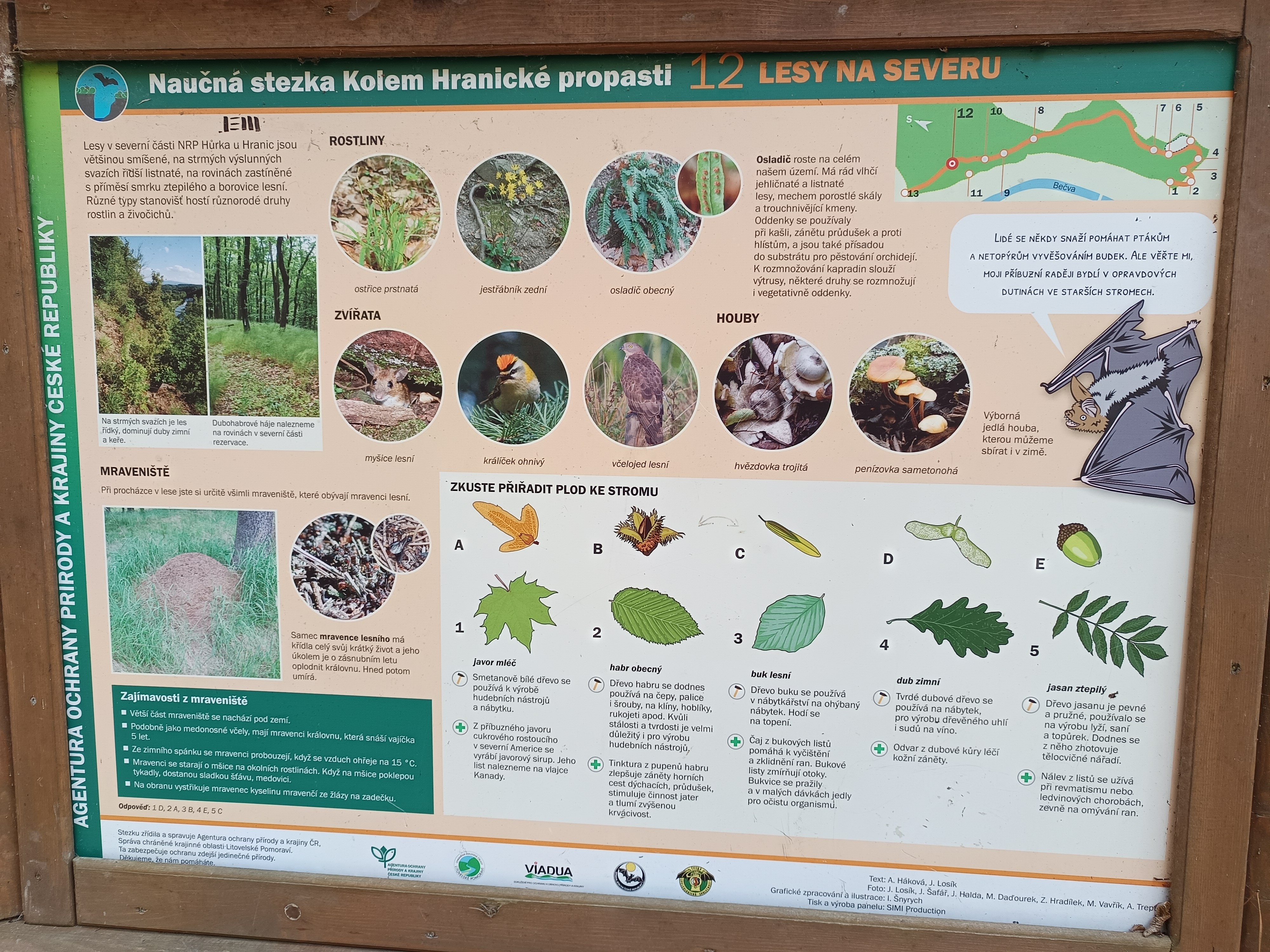
12. zastavení
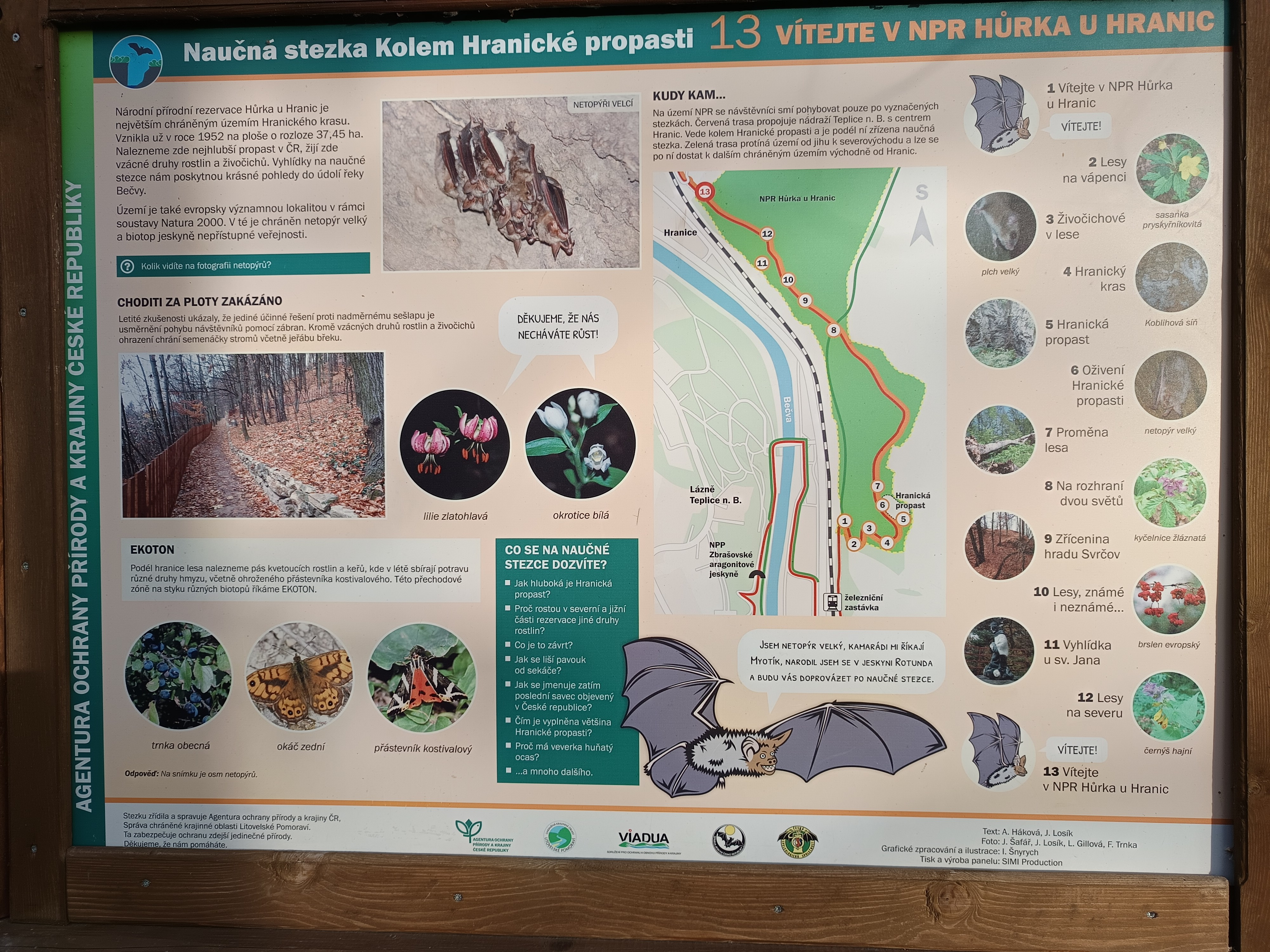
13. zastavení
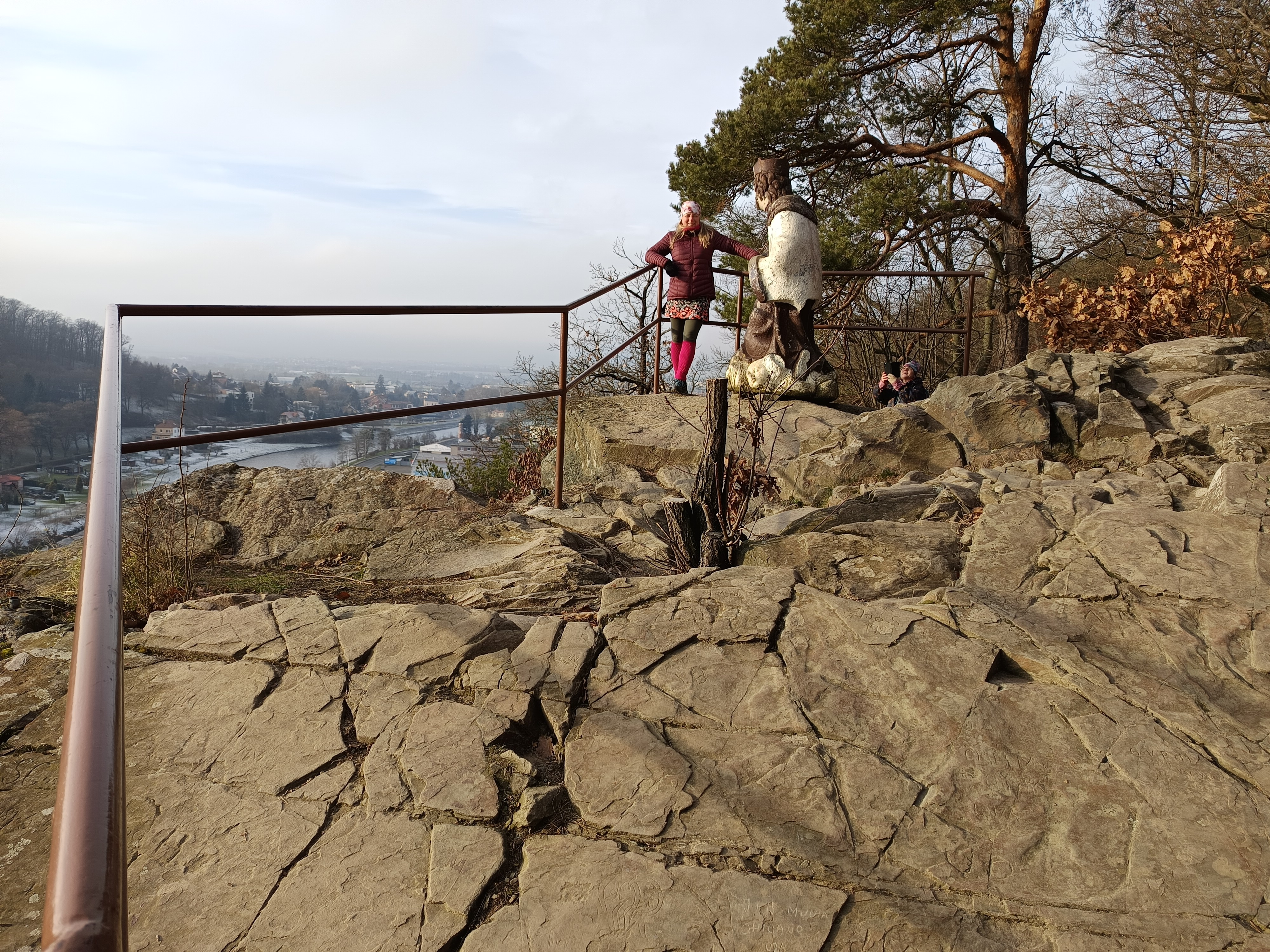
Vyhlídka U svatého Jana Nepomuckého